# وزارة العمل والمعاشات (المملكة المتحدة)
وزارة العمل والمعاشات (بالإنجليزية: Department for Work and Pensions)‏ هي وزارة حكومية بريطانية مسؤولة عن سياسة الرعاية الاجتماعية والمعاشات التقاعدية وإعالة الأطفال. تعتبر أكبر إدارة للخدمة العامة في المملكة المتحدة. وثاني أكبر دائرة حكومية من حيث عدد الموظفين،  والأكبر من حيث الإنفاق (187 مليار جنيه إسترليني).

## التاريخ
أُنشئت في 8 يونيو 2001 كدمج بين إدارة الضمان الاجتماعي وخدمة التوظيف ومجموعات السياسات التابعة لوزارة التعليم والتوظيف المعنية بسياسة التوظيف والقضايا الدولية.

## الوزراء
الوزراء هم:
| وزيرة                  | الوظيفة                                               | محفظة |
| ---------------------- | ----------------------------------------------------- | --- |
| تيريز كوفي             | وزير الخارجية                                         | المسؤولية العامة للقسم. الناس في سن العمل أرباب العمل؛ المتقاعدين العائلات والأطفال ؛ أناس معوقين. |
| جاستن توملينسون النائب | وزير الدولة لشؤون المعوقين والصحة والعمل              | المسؤولية عن استراتيجية الإدارة بشأن توظيف الإعاقة والعجز ؛ المسؤولية المشتركة للحكومة عن الأشخاص ذوي الإعاقة ؛ بدل العمل والدعم ، ودفع الاستقلال الشخصي ، وبدل المعيشة للإعاقة وعناصر الائتمان الشامل التي تتعلق بالأشخاص ذوي الإعاقة ، بما في ذلك قسط الإعاقة الشديدة ؛ مراقبة خروج الاتحاد الأوروبي ؛ العمل واستراتيجية الصحة بما في ذلك رعاية الإدارة المشتركة للعمل والمعاشات وإدارة الصحة وعمل الرعاية الاجتماعية والوحدة الصحية ؛ إصلاح استحقاقات العجز ؛ إطار التفويض بدل الراعي خطط التعويض عن الحركية وطول الذراع. |
| ويل سفرجل النائب       | وكيل وزارة الدولة البرلماني لتقديم الرعاية            | الائتمان الشامل بما في ذلك سياسة طفلين والحد الأدنى للدخل ؛ سياسة الإسكان وتقديم إعانات الإسكان ؛ الفئات المحرومة بما في ذلك التشرد وخاربو الرعاية وخاربو السجون ؛ ميثاق القوات المسلحة ؛ الفقر وبنوك الغذاء؛ المساعدة في المطالبة زيادة الفائدة الصندوق الاجتماعي (مدفوعات الطقس البارد ومدفوعات نفقات الجنازة ومنحة الأمومة المؤكدة) ؛ فوائد الفجيعة |
| ميمس ديفيز النائب      | وكيل وزارة الدولة لشؤون التوظيف                       | مسؤول عن استراتيجية الإدارات بشأن سوق العمل والبطالة والتقدم في العمل ، مع التركيز على الفئات ذات التمثيل المنخفض والشباب والمهارات ؛ في شروط العمل بما في ذلك العقوبات ؛ سياسة سوق العمل الدولية (منظمة العمل الدولية ، G20 ، EPSCO ، الصندوق الاجتماعي الأوروبي ، صندوق الرخاء المشترك في المملكة المتحدة) ؛ خدمات العمل وشراكة Jobcentre Plus ؛ علاوة الباحث عن عمل ودعم الدخل ؛ برنامج الأشخاص والموقع ؛ برنامج دعم التزام الشباب ؛ صندوق الدعم المرن تدخلات سوق العمل للعمل الحر (علاوة المؤسسة الجديدة والعرض المستقبلي) ؛ رعاية الأطفال في جامعة كاليفورنيا ؛ سقف المنفعة استحقاقات الأمومة؛ عبر المتحدث باسم وزارة العمل والمعاشات التقاعدية - الظل اللوردات |
| غي أوبرمان النائب      | وكيل وزارة الخارجية البرلماني للمعاشات والشمول المالي | مزايا المتقاعدين ، بما في ذلك معاش الدولة الجديد ومدفوعات وقود الشتاء وائتمان التقاعد ؛ الصحة الخاصة والمهنية ، بما في ذلك السلطات التنظيمية والصندوق الوطني لتوفير العمالة ؛ التسجيل التلقائي في معاش مكان العمل ؛ الإشراف على الهيئات غير الرسمية ، بما في ذلك منظم المعاشات التقاعدية وصندوق حماية المعاشات التقاعدية ونظام المساعدة المالية وأمين شكاوى المعاشات التقاعدية ؛ التوجيه المالي ، بما في ذلك هيئة التوجيه المالي الموحدة ومنتدى سياسة الشمول المالي وحسابات بطاقات مكتب البريد. |
| البارونة ستيدمان سكوت  | وكيل وزارة الدولة لشؤون العمل والمعاشات (اللوردات)    | المتحدث باسم DWP Lords ، الاحتيال والخطأ واستراتيجية الديون ، وسياسة رقم التأمين الوطني ، والإشراف على الأدوات القانونية للإدارات وإدارة العلاقة مع اللجنة الاستشارية للضمان الاجتماعي ، وتخطيط الإدارات وإدارة الأداء ، وأعمال الإدارات |

## خدمة المعاشات التقاعدية
مع إنشاء الدائرة في يونيو 2001، تم إنشاء خدمة المعاشات التقاعدية، والتي تضم العديد من الإدارات والأقسام المختلفة.

## خدمة الإعاقة ومقدمي الرعاية
تقدم خدمة الإعاقة ومقدمي الرعاية الدعم المالي للأشخاص ذوي الإعاقة ومقدمي الرعاية لهم، سواء داخل أو خارج العمل.

## الهيئات العامة والممتلكات
الهيئات العامة للدائرة تشمل:
- إدارة الصحة والسلامة
- أمانة شكاوى المعاشات التقاعدية
- منظم المعاشات

القسم لديه مباني في لندن، ليدز، بلاكبول، غلاسكو، أبردين، نيوكاسل أبون تاين، وارينجتون، مانشستر وشيفيلد.

## الميزانية
إجمالي الميزانية السنوية للوزارة في 2011-12 هو 151.6 مليار جنيه إسترليني، وهو ما يمثل حوالي 28٪ من إجمالي الإنفاق الحكومي في المملكة المتحدة. الوزارة تنفق نصيبًا أكبر بكثير من الثروة الوطنية من أي وزارة أخري أخرى في بريطانيا. ينفق القسم في المتوسط 348.9 مليون جنيه إسترليني مع الموردين شهريًا.

## إثارة الجدل
تمّ توجيه الاتّهام إلى وزارة العمل والمعاشات البريطانية بـ «إخفاء معلومات» بعد إتلاف تقارير عن حالات انتحار مرتبطة بحجب مساعدات عن أصحابها. واعترف مسؤولون بتمزيق نحو خمسين مراجعةً تتعلّق بوفيات بعد فقدان أصحابها مدفوعات الضمان الاجتماعي قبل العام 2015، وألقوا باللوم على قوانين حماية البيانات.